# Cousin, Cousine
Pour plus de détails, voir Fiche technique et Distribution.
Cousin, Cousine est un film français réalisé par Jean-Charles Tacchella, sorti en 1975.

## Synopsis
Deux cousins, Marthe et Ludovic, unis par alliance, se rencontrent pour la première fois lors d'un mariage familial. Marthe est la fille de la mariée et Ludovic le neveu du marié. Après une réception de mariage bruyante, arrosée et dansante, Marthe et Ludovic attendent leurs conjoints respectifs, Pascal et Karine, partis faire l'amour. En attendant, ils apprennent à se connaître : Marthe est secrétaire et Ludovic est professeur de danse qui change de métier tous les trois ans. Plus tard, ils dansent ensemble. Finalement, Pascal et Karine arrivent, légèrement échevelés, et les couples se séparent.
Ludovic rencontre Marthe pour déjeuner et lui dit que son mari a une liaison avec sa femme. Plus tard, Pascal lui apprend qu'il a rompu toutes ses liaisons et qu'à partir de maintenant, elle sera la seule. Lorsque Marthe lui dit qu'elle est au courant pour Karine, il lui répond qu'il ne l'a eue que "trois fois dans les buissons".
Quelque temps plus tard, lors d'une réunion de famille chez la mère de Marthe, la fille de Ludovic, Nelsa, montre des diapositives qu'elle a prises lors du mariage, notamment des photos compromettantes de Pascal et Karine. Au cours du diaporama, le nouveau mari de la mère de Marthe décède. À l'enterrement, le père de Ludovic arrive et présente ses condoléances ; lui aussi a perdu son conjoint récemment. Au retour du cimetière, Marthe et Ludovic font plus ample connaissance, Marthe révélant qu'elle aime nager et chanter.
Plus tard dans la semaine, Marthe et Ludovic se retrouvent pour déjeuner, acheter des maillots de bain et aller nager dans une piscine publique. Ils apprécient tellement la compagnie de l'autre qu'ils décident de prendre le reste de la journée ensemble pour faire du shopping et voir un film. Bien que leur relation soit platonique, Pascal et Karine commencent à devenir jaloux. Marthe et Ludovic s'arrangent pour se retrouver par hasard dans un restaurant avec leurs familles respectives, pour voir comment Pascal et Karine réagissent. Plus tard dans la semaine, Marthe et Ludovic se retrouvent à la piscine et reconnaissent que leur relation est spéciale et doit le rester, même si elle est platonique.
Lors d'un autre mariage familial, alors que Pascal et le père du marié se disputent à propos d'une affaire qui a mal tourné, Marthe et Ludovic décident de partir et de passer la journée ensemble. À leur retour, ils trouvent un Pascal ivre qui harcèle les invités, et bientôt ils quittent tous le mariage désastreux et ramènent Pascal à la maison. La mère de Marthe et le père de Ludovic développent une amitié étroite et prévoient de passer du temps dans son vignoble. Marthe et Ludovic discutent de leur propre relation et décident qu'il est absurde de la garder platonique. Pour une fois, ils feront quelque chose pour eux-mêmes, et non pour leurs conjoints et leurs familles.
Ce samedi-là, Marthe et Ludovic se rencontrent et passent la journée ensemble à faire l'amour. Le lendemain matin, ils prolongent leur séjour d'un jour, font l'amour, échangent des recettes et se baignent ensemble.
Dans les jours qui suivent, Pascal reprend ses habitudes de coureur de jupons, Karine quitte Ludovic puis revient, et la mère de Marthe et le père de Ludovic découvrent qu'ils ne sont pas aussi compatibles qu'ils le pensaient. La relation de Marthe et Ludovic, cependant, continue de grandir. Lors d'une réunion de famille de Noël chez la mère de Marthe, Marthe et Ludovic s'enferment dans une chambre et font l'amour toute la soirée pendant que leurs familles mangent, boivent, regardent la messe de minuit et échangent des cadeaux. Le couple sort enfin de la chambre, dit au revoir à leurs familles folles et part ensemble dans la nuit.

## Fiche technique
- Titre : Cousin, Cousine
- Réalisation : Jean-Charles Tacchella
- Scénario : Jean-Charles Tacchella, Danièle Thompson
- Photo : Georges Lendi, Éric Faucherre et Michel Thiriet
- Son : Pierre Lenoir
- Musique : Gérard Anfosso
- Montage : Agnès Guillemot
- Producteurs : Daniel Toscan du Plantier - Bertrand Javal
- Distribution : Gaumont International
- Pays de production :  France
- Lieu de tournage : Studios de Billancourt
- Langue : français
- Format : couleur - Mono - 35 mm
- Genre : comédie dramatique
- Durée : 95 minutes
- Dates de sortie :
  - France :  19 novembre 1975

## Distribution
- Marie-Christine Barrault : Marthe
- Victor Lanoux : Ludovic
- Marie-France Pisier : Karine
- Guy Marchand : Pascal
- Ginette Garcin : Biju
- Sybil Maas : Diane
- Popeck : Sacy
- Pierre Plessis : Gobert
- Alain Doutey : le marié pisciculteur
- Catherine Verlor : Nelsa
- Hubert Gignoux : Thomas, le père de Ludovic
- Véronique Dancier : Clarence
- Catherine Stermann : Monique
- Catherine Day
- Pierre Forget : l'ancien associé de Pascal, père du marié
- Anna Gaylor : la gynécologue du Planning familial
- Catherine Laborde : la pharmacienne
- Gérard Lemaire : valet de chambre

## Autour du film
- Un remake a été fait en 1989 par Joel Schumacher sous le titre de Cousins avec Ted Danson et Isabella Rossellini.
- Ce film est le dernier film produit par la société Films Pomereu. En effet, après l'abandon du projet de film Le Crocodile de Gérard Oury, Bertrand Javal (fondateur de Films Pomereu) produit Cousin, cousine pour rentrer des recettes de fin d'année mais, même si le film remporte un beau succès, Films Pomereu finit par faire faillite.

## Distinctions
- Prix Louis-Delluc 1975[1]
- Césars 1976 : 
  - César de la meilleure actrice dans un second rôle pour Marie-France Pisier
  - nomination au César du meilleur acteur pour Victor Lanoux
  - nomination au César du meilleur scénario original ou adaptation pour Jean-Charles Tacchella
  - nomination au César du meilleur film
- Oscars 1976 : 
  - nomination à l'Oscar de la meilleure actrice pour Marie-Christine Barrault
  - nomination à l'Oscar du meilleur film en langue étrangère
  - nomination à l'Oscar du meilleur scénario original pour Jean Charles Tacchella (histoire) et Danièle Thompson (adaptation)
- Golden Globe Award : nomination au Golden Globe Award : Meilleur film étranger